# Grabstein für Anna Ecker († 1521)

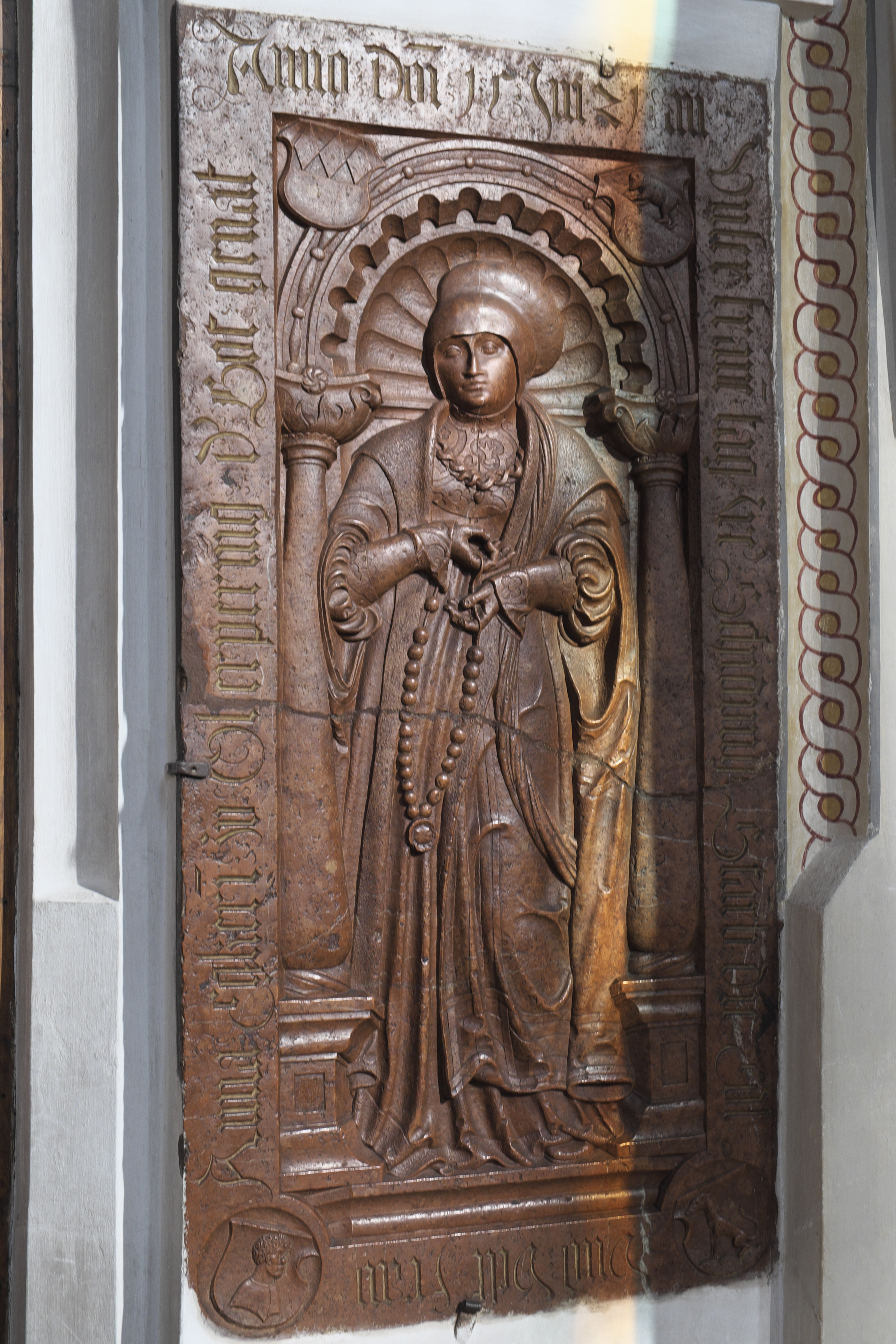
Grabstein für Anna Ecker in Dingolfing

Der Grabstein für Anna Ecker in der katholischen Pfarrkirche St. Johannes in Dingolfing, einer Stadt im niederbayerischen Landkreis Dingolfing-Landau, wurde um 1521 geschaffen. Der Grabstein neben dem nördlichen Seitenportal ist als Teil der Kirchenausstattung ein geschütztes Baudenkmal.
Der 1,70 Meter hohe und 93 cm breite Grabstein aus Rotmarmor für Anna Ecker († 1521) wird Stephan Rottaler zugeschrieben. Das Relief zeigt die von einer Säulenädikula gerahmte lebensgroße Figur der Verstorbenen mit dem Rosenkranz in den Händen. 

Die Umschrift in gotischer Minuskel lautet: 

„Anno Do[min]i 15 jm 21 an Vnser frave tag jre[r] Schidvng Starb die Edl Vnd Vest frau Anna Egkeri zv Oberpering d[er] Got genat“

In den vier Ecken sind Wappen zu sehen.